# Piz Platta
Piz Platta är en bergstopp i Schweiz.   Den ligger i regionen Albula och kantonen Graubünden, i den östra delen av landet, 170 km öster om huvudstaden Bern. Toppen på Piz Platta är 3 392 meter över havet.
Terrängen runt Piz Platta är varierad. Runt Piz Platta är det mycket glesbefolkat, med 2 invånare per kvadratkilometer.. Närmaste större samhälle är Silvaplana, 18,1 km öster om Piz Platta. 
Trakten runt Piz Platta består i huvudsak av gräsmarker.